# Гельмут Рюффлер
Гельмут Рюффлер (нім. Helmut Rüffler; 18 січня 1918, Вальденбург — 21 вересня 2001, Нідеркассель) — німецький льотчик-ас, оберфельдфебель люфтваффе вермахту, оберштабсфельдфебель люфтваффе бундесверу. Кавалер Лицарського хреста Залізного хреста.

## Біографія
Після закінчення льотної школи 28 вересня 1940 року зарахований в навчальну ескадрилью 3-й винищувальної ескадри. 1 лютого 1941 року переведений в 7-у ескадрилью своєї ескадри. Учасник Німецько-радянської війни. До кінця 1941 року мав на своєму рахунку 9 перемог. У квітні 1942 року переведений інструктором в навчальну винищувальну групу «Схід», а в липні повернувся на фронт в 1-у ескадрилью 3-й винищувальної ескадри. 24 жовтня 1942 року здобув свою 40-у перемогу, а 28 жовтня збив 5 радянських літаків. В кінці грудня 1942 року захворів і був відправлений у госпіталь. Після одужання 15 червня 1943 року зарахований інспектором в навчальну винищувальну групу «Схід», дислоковану у Франції. 1 вересня 1943 року переведений в 4-у ескадрилью 3-ї винищувальної ескадри (Німеччина). 18 липня 1944 року на південний схід від Кана він збив 2 американські винищувачі, але й сам був збитий і важко поранений. З 1 березня 1945 року літав на Ме.262 в складі 9-ї ескадрильї 51-ї винищувальної ескадри на Східному фронті. 24 квітня 1945 року призначений командиром 9-ї ескадрильї 51-ї винищувальної ескадри, що було рідкістю для неофіцера. З 11 квітня 1956 по 31 березня 1972 року служив в ВПС ФРН.
Всього за час бойових дій здійснив 690 бойових вильотів і збив 98 ворожих літаків (з них 86 радянських), включаючи 54 бомбардувальники, 32 винищувачі і 8 чотиримоторних бомбардувальників. Сам Рюффлер був збитий 5 разів.

## Нагороди
- Нагрудний знак пілота
- Залізний хрест 2-го і 1-го класу
- Нагрудний знак «За поранення» в чорному
- Авіаційна планка винищувача в золоті з підвіскою «600»
- Почесний Кубок Люфтваффе (15 червня 1942)
- Німецький хрест в золоті (3 грудня 1942)
- Лицарський хрест Залізного хреста (23 грудня 1942) — за 50 перемог.